# Trichomycterus guianense
Trichomycterus guianense är en fiskart som först beskrevs av Eigenmann, 1909.  Trichomycterus guianense ingår i släktet Trichomycterus och familjen Trichomycteridae. Inga underarter finns listade i Catalogue of Life.